# Estación de San Miguel de las Dueñas
Estación de San Miguel de las Dueñas vasútállomás Spanyolországban, Congosto településen.

## Vasútvonalak
Az állomást az alábbi vasútvonalak érintik:
- León-A Coruña-vasútvonal

## Kapcsolódó állomások
A vasútállomáshoz az alábbi állomások vannak a legközelebb:
- Estación de Ponferrada
- Estación de Bembibre